# Kurt Bächtold
Kurt Bächtold, né le 13 novembre 1918 à Merishausen (originaire d'Osterfingen) et mort le 30 octobre 2009 à Schaffhouse, est une personnalité politique suisse, membre du Parti radical-démocratique.
Il est député du canton de Schaffhouse au Conseil des États de 1961 à 1979 et président dudit conseil en 1974.

## Biographie

### Origines et famille
Kurt Bächtold naît le 13 novembre 1918 à Merishausen, dans le canton de Schaffhouse. Il est originaire d'Osterfingen, dans le même canton.
Son père, Hans Bächtold, est maître au niveau secondaire ; sa mère est née Lina Schudel. 
Il est marié à Rös Egloff, avec qui il a quatre enfants.

### Études et parcours professionnel et militaire
Après sa maturité gymnasiale à l'école cantonale de Schaffhouse, il fait des études d'histoire et de langues anciennes à l'Université de Zurich et à Paris de 1939 à 1946, conclues par un doctorat, sous la direction de Hans Nabholz (de). 
Il est rédacteur au quotidien Schaffhauser Nachrichten (de) de 1947 à 1968, d'abord à la rubrique locale, puis nationale et enfin étrangère. Il est ensuite nommé directeur de la bibliothèque municipale de Schaffhouse, poste qu'il occupe jusqu'en 1983.
Il publie de nombreux articles sur l'histoire du canton de Schaffhouse et édite plusieurs chroniques locales. Il a le grade de premier-lieutenant au sein de l'Armée suisse.

### Parcours politique
Membre du Parti radical-démocratique, il siège au Grand Conseil de ville de Schaffhouse de 1948 à 1952.
Il est élu au Conseil des États en cours de législature, en raison de la démission Kurt Schoch, élu au Tribunal fédéral. Il s'impose au premier tour par 6 914 voix contre 5 825 à son adversaire socialiste. Il y est député du 14 mars 1961 au 25 novembre 1979 et préside le conseil du 26 novembre 1973 au 25 novembre 1974. Il est membre de la commission de la science et de la recherche, qu'il préside en 1973, de la commission des affaires militaires et des chemins de fer et de l'Assemblée parlementaire du Conseil de l'Europe de 1973 à 1979.

### Profil politique
Sensible à la protection de la nature et de l'environnement, il lutte en particulier contre l'usine électrique de Rheinau (il cofonde à cet effet la Ligue de Rheinau et l'Association du Randen). Il se profile également sur les questions culturelles. 

### Autres mandats
Il préside la commission fédérale pour la protection de la nature et du paysage de 1980 à 1988 et occupe le poste de vice-président du conseil de fondation Fonds national suisse de la recherche scientifique de 1975 à 1978. 

### Décès
Il meurt le 30 octobre 2009 à Schaffhouse, à l'âge de 90 ans.

## Ouvrages
- (de) Schweizer Kantone, vol. 13 : Schaffhausen, Neuchâtel, Avanti, 1978, 127 p.
- (de) Ruth Blum : Biographie, Schaffhouse, Peter Meili, 1981, 64 p. (ISBN 3858050652)
- (de) Die Geschichte der Gemeinde Büttenhardt, Büttenhardt, Chancellerie communale de Büttenhardt, 1988, 216 p.
- (de) Geschichte von Wilchingen, Wilchingen, Chancellerie communale de Wilchingen, 1988, 342 p.